# Cubaanse boomstamanolis
De Cubaanse boomstamanolis (Anolis porcatus) is een hagedis uit de familie anolissen (Dactyloidae).

## Naam en indeling
De wetenschappelijke naam van de soort werd voor het eerst voorgesteld door John Edward Gray in 1840. Later werd de naam Anolis carolinensis porcatus gebruikt.
Er worden twee ondersoorten erkend, welke onderstaand zijn weergegeven met de auteur en het verspreidingsgebied.
Het geslacht omvat de volgende soorten, met de auteur en het verspreidingsgebied.
| Naam                      | Auteur      | Verspreidingsgebied                 |
| ------------------------- | ----------- | ----------------------------------- |
| Anolis porcatus aracelyae | Pérez-Beato | Cuba                                |
| Anolis porcatus porcatus  | Gray, 1840  | De rest van het verspreidingsgebied |

## Uiterlijke kenmerken
De Cubaanse boomstamanolis heeft een bruingrijze tot groene kleur, vrouwtjes hebben een lichte, donkeromzoomde rugstreep die bij mannetjes meestal ontbreekt. Mannetjes bereiken een gemiddelde lichaamslengte van ongeveer 21,5 centimeter en vrouwtjes een lichaamslengte van ongeveer 17 centimeter. De juvenielen zijn bruin van kleur en krijgen naarmate ze ouder worden een intensere groene kleur.
De keelzak van de mannetjes is rood tot roze gekleurd en heeft zeer kleine witte vlekjes, welke bestaan uit witgekleurde schubben. Kenmerkend is de zeer spitse en afgeplatte snuit. De mannetjes hebben een tot 4 millimeter hoge nekkam.

## Levenswijze
Zowel mannetjes als vrouwtjes zijn erg territoriaal, en bevechten elkaar tot bloedens toe om een eigen plekje in een boom. Op het heetst van de dag verstopt de anolis zich in de vegetatie. In de winter kruipen de dieren bij elkaar, er zijn weleens dertig exemplaren aangetroffen op een enkele plek.

## Verspreiding en habitat
De Cubaanse boomstamanolis komt voor in delen van het Caribisch Gebied en leeft op Cuba, het eiland Hispaniola en de Dominicaanse Republiek. In de Verenigde Staten is de soort geïntroduceerd. Ook in Haïti en Florida zijn hierdoor populaties. De anolis is verwant aan de roodkeelanolis (Anolis carolinensis), die ook in Florida leeft en er enigszins op lijkt. De Cubaanse boomstamanolis komt in de streken waar hij leeft algemeen voor, en past zich gemakkelijk aan als de mens het landschap verandert.
De habitat bestaat uit savannen, open plekken in bossen en bosranden maar ook in tuinen en plantenkwekerijen voelt de anolis zich thuis. Vooral palmbomen en bloeiende struiken zijn een geschikte leefomgeving omdat deze veel insecten aantrekken. De anolis is een echte stam- en kruinbewoner, die enkele meters hoog in bomen leeft en veel zont.